# Gornja Radgona
Gornja Radgona (zámuřsky Gorenja Radgonja, německy Oberradkersburg, maďarsky Felsőregede) je malé město v Pomurském regionu na severovýchodě Slovinska u hranic s Rakouskem. Je správním centrem stejnojmenné občiny.

## Poloha
Město leží na pravém břehu řeky Mury, která zde tvoří státní hranici mezi Slovinskem a Rakouskem. Na protějším levém břehu se rozkládá rakouské město Bad Radkersburg, se kterým část dnešní Gornji Radgony (podhradí) původně tvořila jeden celek.
Ve městě se stýkají silnice č. 230, 438, 449 a 714, vedoucí ze slovinského vnitrozemí na přechod do Rakouska. Je zde ukončena lokální železniční trať z Ljutomeru, původně pokračující přes řeku směrem na rakouskou Jižní dráhu (trať Graz–Maribor). Železniční most přes Muru byl však roku 1945 zničen a nebyl obnoven.

## Historie
Oblast byla osídlena již v období kultury popelnicových polí a také v období římském. Počátky dějin sahají do dvanáctého století, kdy vznikla pod hradem Ratigoj osada. V roce 1299 je osada zmiňována již jako město, které se rozvinulo na levém břehu Mury, naproti hradu. Lokalita byla pro svou strategickou polohu na vstupu do Štýrska terčem maďarských útoků ve dvanáctém a třináctém století a tureckých nájezdů v období století patnáctého a šestnáctého. Města se dotklo také selské povstání počátkem osmnáctého století. 
Po první světové válce byla v této oblasti stanovena nová hranice mezi Rakouskou republikou a Královstvím Srbů, Chorvatů a Slovinců, a to na řece Muře. Tím připadlo jádro města Radkersburg (od roku 1976 Bad Radkersburg) Rakousku a pravobřežní předměstí Spodnji Gris či Gris Spodjni bylo připojeno k obci Gornja Radgona přilehlé jihovýchodně.
V dubnu 1941 po útoku na Jugoslávii byla celá oblast anektována Německem a jako zvláštní území Dolní Štýrsko (Untersteiermark) padla pod správu Říšské župy Štýrsko. Po osvobození v roce 1945 se Gornja Radgona stala opět součástí jugoslávského Slovinska a získala statut města. Dřevěný most přes Muru, zničený vlivem silných mrazů v únoru 1929, byl nahrazen až dlouho po druhé světové válce a jako „Most přátelství“ byl otevřen v říjnu 1968 za účasti maršála Tita a rakouského prezidenta Franze Jonase.
Za desetidenní války v roce 1991 došlo ve městě ke střetu slovinských sil s Jugoslávskou lidovou armádou, která chtěla obsadit místní hraniční přechod s Rakouskem.